# Kanton Vitry-sur-Seine-1
Kanton Vitry-sur-Seine-1 is een kanton van het Franse departement Val-de-Marne. Kanton Vitry-sur-Seine-1 maakt deel uit van het arrondissement Créteil en telt 47.859 inwoners in 2017.

## Gemeenten
Het kanton Vitry-sur-Seine-1 werd opgericht bij de herindeling van de kantons door het decreet van 17 februari 2014, met uitwerking in maart 2015, en bevat enkel het noordelijk deel van de gemeente
Vitry-sur-Seine. Het zuidelijke deel vormt het kanton Vitry-sur-Seine-2.